# Prva crnogorska liga (2017/2018)
Sezon 2017/18 Prva crnogorska liga – 12. edycja rozgrywek czarnogórskiej Prva ligi w piłce nożnej, najwyższej piłkarskiej klasy rozgrywkowej w Czarnogórze.
Rozgrywki toczyły się w jednej grupie i po raz pierwszy występowało w nich 10 drużyn (wcześniej w Prva lidze występowało 12 drużyn). Po zakończeniu sezonu mistrz zapewnił sobie start w eliminacjach do Ligi Mistrzów, a wicemistrz i 3. drużyna oraz zwycięzca Pucharu Czarnogóry zagrają w eliminacjach do Ligi Europy UEFA. Ostatnia drużyna spadła do Drugiej crnogorskiej ligi, a drużyny z 8. i 9. miejsca w tabeli zagrają w barażu o pozostanie w Prva lidze z 2. i 3. drużyną Drugiej ligi.
Sezon rozpoczął się 5 sierpnia 2017, a zakończył 26 maja 2018. Tytuł zdobyła drużyna FK Sutjeska Nikšić. Tytuł króla strzelców zdobył Igor Ivanović (FK Sutjeska Nikšić), który strzelił 14 goli.

## Prva crnogorska liga

### Drużyny
W Prva crnogorskiej lidze w sezonie 2017/18 występowało 10 drużyn.
| Drużyna                                                        | Miasto           | Sezon 2016/17 | Uwagi                            |
| Drużyny, które występowały w Prva crnogorskiej lidze 2016/17:  |                  |               |                                  |
| FK Budućnost Podgorica                                         | Podgorica        | 1 miejsce     |                                  |
| FK Zeta Golubovci                                              | Golubovci        | 2 miejsce     |                                  |
| FK Mladost Podgorica                                           | Podgorica        | 3 miejsce     |                                  |
| FK Sutjeska Nikšić                                             | Nikšić           | 4 miejsce     |                                  |
| FK Dečić Tuzi                                                  | Tuzi             | 5 miejsce     |                                  |
| FK Iskra Danilovgrad                                           | Danilovgrad      | 6 miejsce     |                                  |
| FK Grbalj Radanovići                                           | Radanovići       | 7 miejsce     |                                  |
| FK Rudar Pljevlja                                              | Pljevlja         | 8 miejsce     | wygrał baraże z FK Otrant Ulcinj |
| OFK Petrovac                                                   | Petrovac na Moru | 9 miejsce     | wygrał baraże z FK Ibar Rožaje   |
| Drużyna, która awansowała z Drugiej crnogorskiej ligi 2016/17: |                  |               |                                  |
| FK Kom Podgorica                                               | Podgorica        | 1 miejsce     |                                  |

### Tabela
| Poz. | Klub                   | M  | Pkt. | Mecze | Mecze | Mecze | Bramki | Bramki |
| Poz. | Klub                   | M  | Pkt. | zwy.  | rem.  | por.  | zdob.  | stra.  |
| ---- | ---------------------- | -- | ---- | ----- | ----- | ----- | ------ | ------ |
| 1    | FK Sutjeska Nikšić     | 36 | 79   | 24    | 7     | 5     | 55     | 23     |
| 2    | FK Budućnost Podgorica | 36 | 57   | 14    | 15    | 7     | 44     | 30     |
| 3    | FK Mladost Podgorica   | 36 | 51   | 12    | 15    | 9     | 42     | 33     |
| 4    | FK Grbalj Radanovići * | 36 | 50   | 12    | 14    | 10    | 39     | 39     |
| 5    | FK Rudar Pljevlja *    | 36 | 49   | 13    | 10    | 13    | 32     | 28     |
| 6    | FK Zeta Golubovci      | 36 | 49   | 12    | 13    | 11    | 40     | 35     |
| 7    | FK Iskra Danilovgrad   | 36 | 45   | 12    | 9     | 15    | 33     | 34     |
| 8    | FK Kom Podgorica       | 36 | 43   | 11    | 10    | 15    | 36     | 45     |
| 9    | OFK Petrovac           | 36 | 38   | 9     | 11    | 16    | 25     | 40     |
| 10   | FK Dečić Tuzi          | 36 | 21   | 3     | 12    | 21    | 25     | 64     |

| Legenda:                                      |
| eliminacje do Ligi Mistrzów                   |
| eliminacje do Ligi Europy UEFA                |
| baraże o pozostanie w Prva crnogorskiej lidze |
| spadek do Drugiej crnogorskiej ligi           |

- FK Sutjeska Nikšić start w eliminacjach do Ligi Mistrzów 2018/19.
- FK Budućnost Podgorica, FK Mladost Podgorica (zwycięzca Pucharu Czarnogóry) i FK Rudar Pljevlja start w eliminacjach do Ligi Europy UEFA 2018/19.
- FK Kom Podgorica przegrał swoje mecze barażowe i spadł do Drugiej crnogorskiej ligi 2018/19.
- OFK Petrovac wygrał swoje mecze barażowe i pozostał w Prva lidze 2018/19.
- FK Dečić Tuzi spadł do Drugiej crnogorskiej ligi 2018/19.

 * FK Grbalj Radanovići nie otrzymał licencji na grę w europejskich pucharach w sezonie 2018/19, dzięki temu w eliminacjach do Ligi Europy UEFA 2018/19 wystąpił FK Rudar Pljevlja.

## Baraż o pozostanie w Prva lidze

### FK Kom Podgorica-FK Lovćen
|         | Data           | Drużyna 1.       | Drużyna 2.       | Wynik |
| 1. mecz | 30 maja 2018   | FK Kom Podgorica | FK Lovćen        | 0:0   |
| Rewanż  | 3 czerwca 2018 | FK Lovćen        | FK Kom Podgorica | 2:1   |

- FK Kom Podgorica przegrał mecze barażowe i spadł do Drugiej crnogorskiej ligi.
- FK Lovćen wygrał mecze barażowe i awansował do Prva ligi.

### OFK Petrovac-OFK Mladost Lješkopolje
|         | Data           | Drużyna 1.              | Drużyna 2.              | Wynik |
| 1. mecz | 30 maja 2018   | OFK Mladost Lješkopolje | OFK Petrovac            | 0:3   |
| Rewanż  | 3 czerwca 2018 | OFK Petrovac            | OFK Mladost Lješkopolje | 2:2   |

- OFK Petrovac wygrał mecze barażowe i pozostał w Prva lidze.
- OFK Mladost Lješkopolje przegrał mecze barażowe i pozostał w Drugiej crnogorskiej lidze.